# Diméthylsulfoxyde deutéré
Le diméthylsulfoxyde deutéré (DMSO-d6), ou hexadeutérodiméthylsulfoxyde, est un composé chimique de formule O=S(CD3)2. Il s'agit de l'isotopologue du diméthylsulfoxyde O=S(CH3)2 (DSMO) dont tous les atomes d'hydrogène H sont remplacés par du deutérium D, un isotope stable de l'hydrogène.
Le diméthylsulfoxyde deutéré est un solvant couramment utilisé en spectroscopie RMN des molécules organiques. On l'obtient en chauffant du DMSO dans de l'eau lourde D2O en présence d'un catalyseur basique tel que l'oxyde de calcium CaO :
O=S(CH3)2 + 3 D2O  {\displaystyle \rightleftharpoons }  O=S(CD3)2 + 3 H2O, en présence de Ca(OH)2 (aq).
L'équilibre est progressivement déplacé vers la substitution complète des atomes d'hydrogène en atomes de deutérium sur le diméthylsulfoxyde en remplaçant par de l'eau lourde, de façon itérative, l'eau « normale » formée au cours de cette réaction.